# Knautia
Genre
Classification phylogénétique
Knautia est un genre de plantes herbacées vivaces de la famille des Dipsacaceae selon la classification classique de Cronquist (1981), de la famille des Caprifoliaceae selon la classification phylogénétique.
Les espèces sont appelées « knauties » ou parfois, « scabieuses ».

## Liste d'espèces
Il en existe plus de 40 espèces.
- Knautia arvensis (L.) Coult.- Knautie des champs ou Scabieuse des champs
- Knautia arvernensis (Briq.) Szabó. - Knautie d'Auvergne
- Knautia carinthiaca Ehrend.
- Knautia drymeia Heuff.
- Knautia integrifolia (L.) Bertol.
- Knautia intermedia Pernh. & Wettst.
- Knautia longifolia (Waldst. & Kit.) Koch - Knautie de Godet
- Knautia macedonica Griseb.
- Knautia maxima (Opiz) J.Ortmann - Knautie à feuilles de Cardère
- Knautia mollis Jord. - Knautie molle ou Knautie souple
- Knautia norica Ehrend.
- Knautia orientalis L.
- Knautia timeroyi Jord.

## Galerie de photos

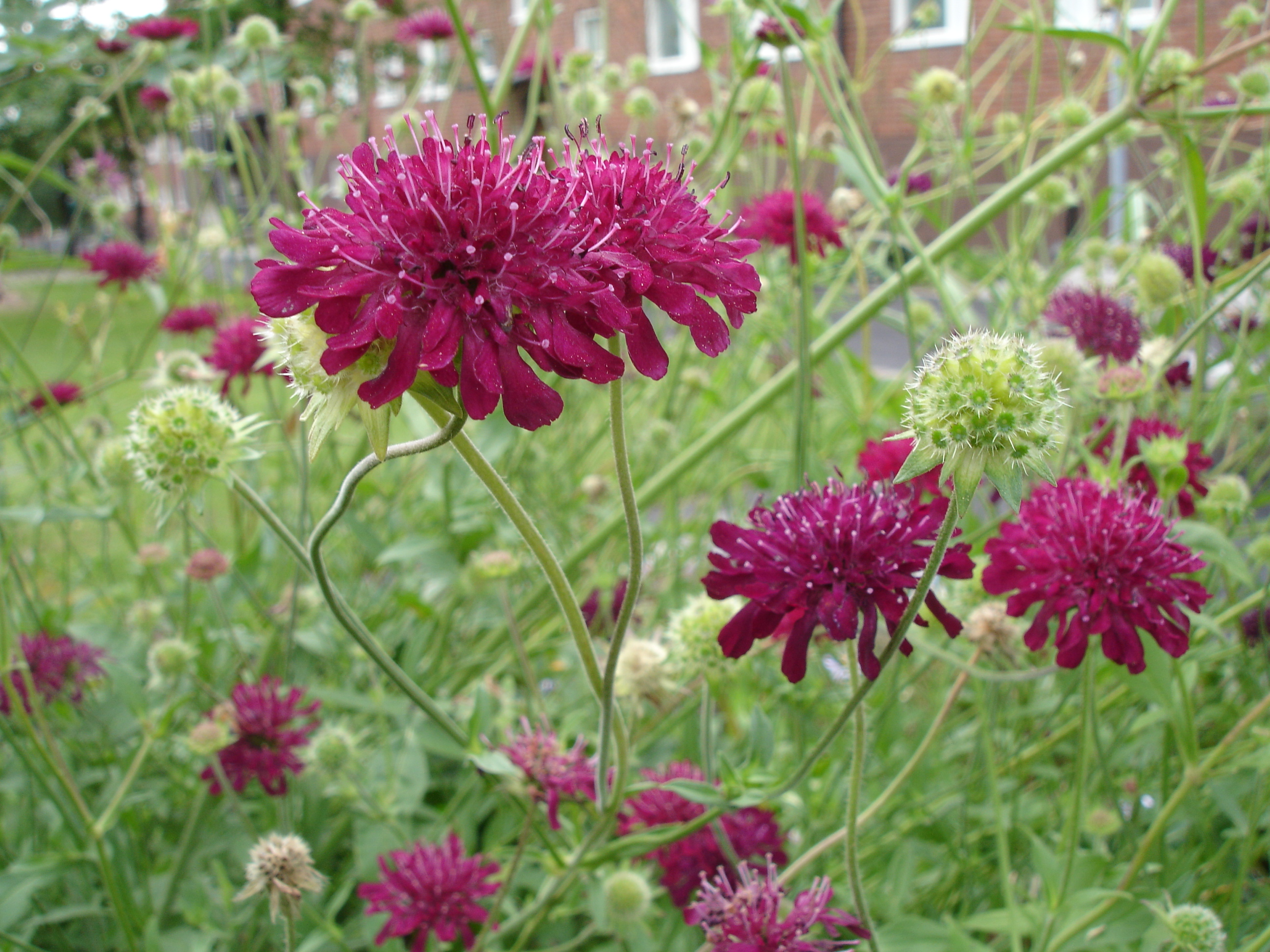
Knautia macedonica
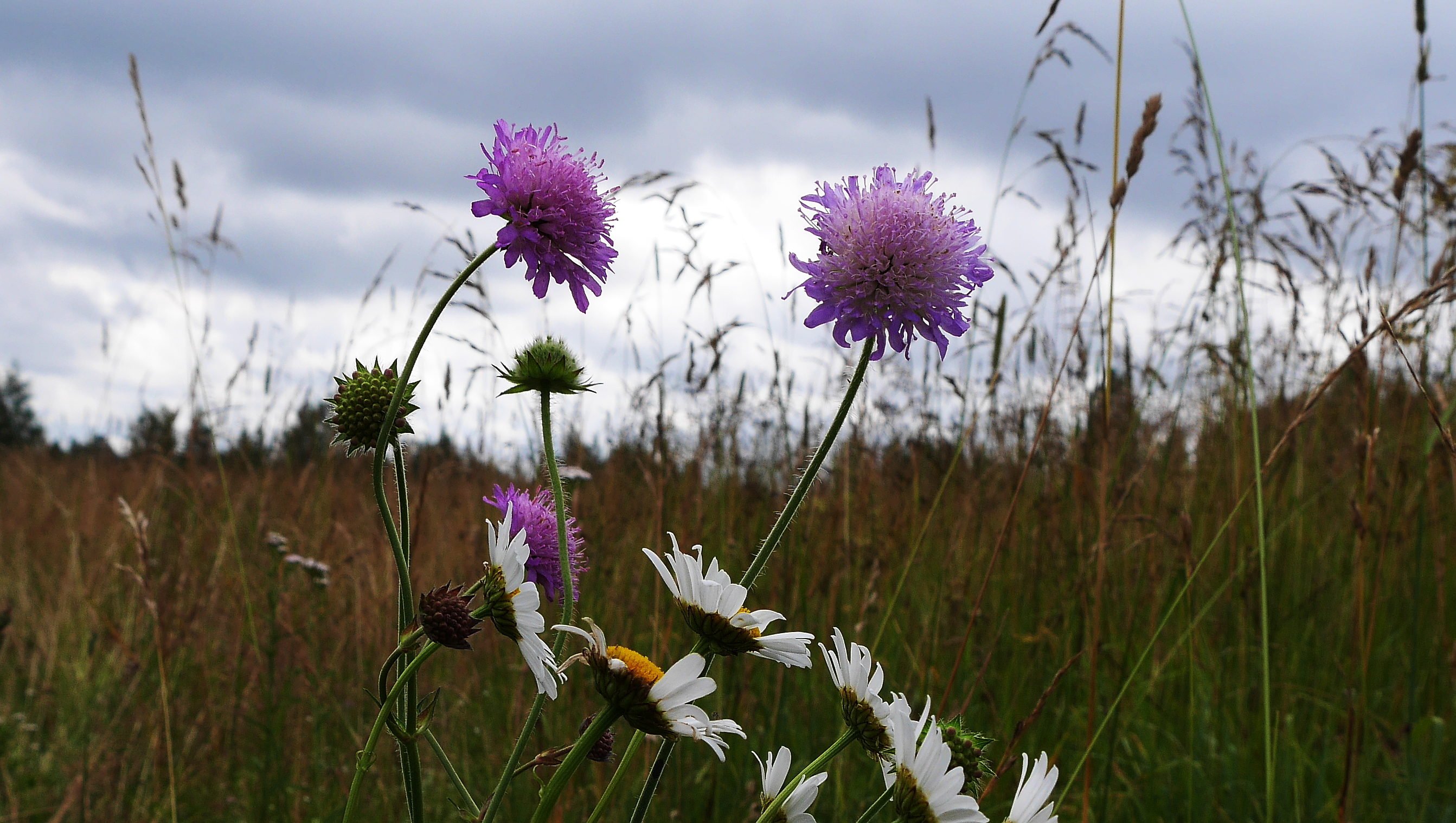
Knautie des champs (Belarus).
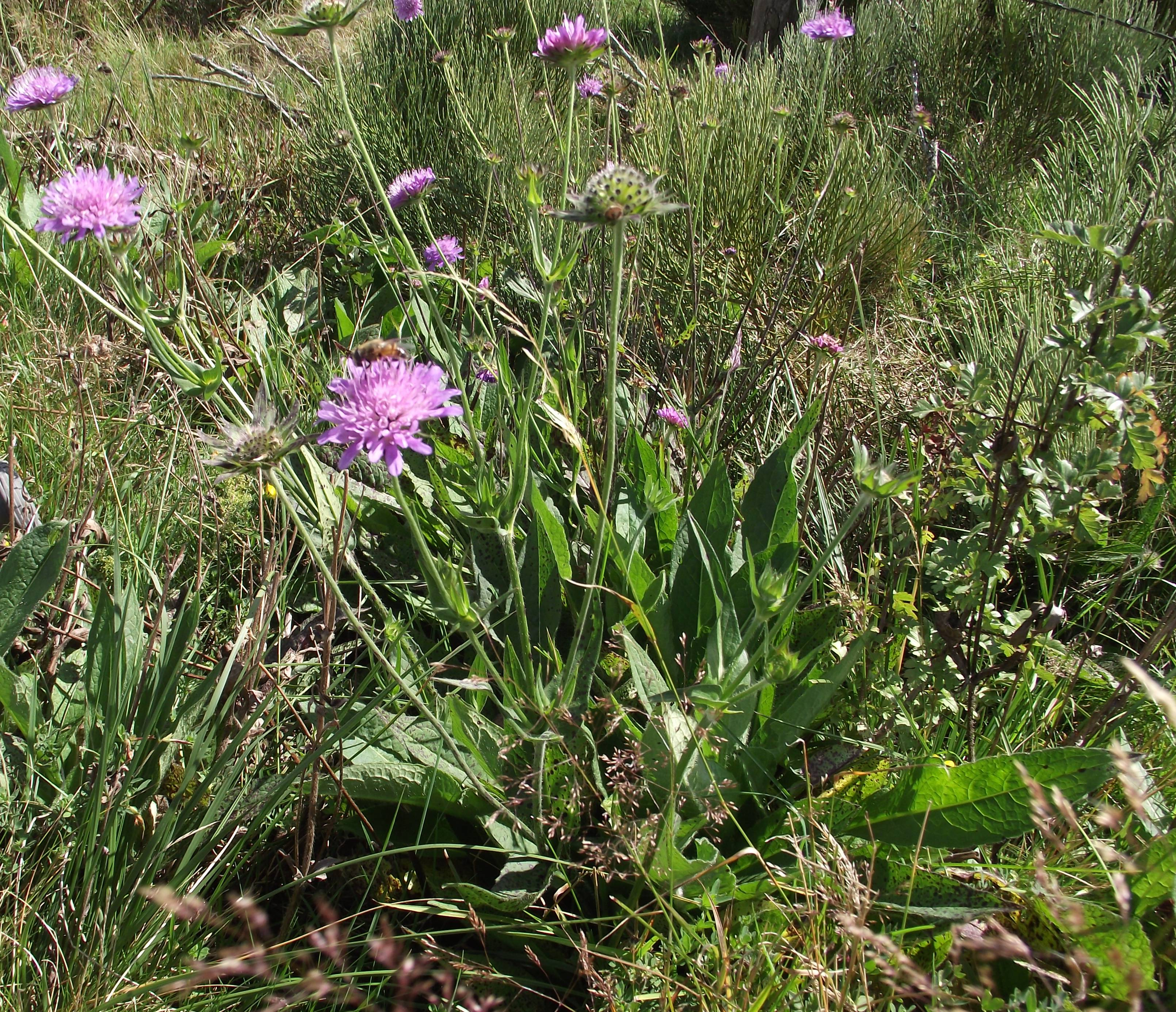
Knautie d'Auvergne (monts d'Aubrac).